# زوران ژیوکوویچ
زوران ژیوکوویچ (کرواتی: Zoran Živković؛ زادهٔ ۱۲ سپتامبر ۱۹۶۷) بازیکن فوتبال اهل کرواسی بود.
از باشگاه‌هایی که در آن بازی کرده‌است می‌توان به باشگاه فوتبال اینتر زاپرشیچ، باشگاه فوتبال هایدوک اسپلیت، و باشگاه فوتبال دینامو زاگرب اشاره کرد.
وی همچنین در تیم ملی فوتبال کرواسی بازی کرده‌است.